# ديفيد روجاس مينا
ديفيد روجاس مينا (بالإسبانية: David Mena Rojas)‏ هو لاعب كرة قدم كولومبي في مركز الدفاع، ولد في 13 فبراير 1992 في إدارة فالي ديل كاوكا في كولومبيا. لعب مع أبولون ليماسول.

## وصلات خارجية
- ديفيد روجاس مينا على موقع قاعدة بيانات كرة القدم.إي يو (الإنجليزية)
- ديفيد روجاس مينا على موقع Soccerway.com (الإنجليزية)
- ديفيد روجاس مينا على موقع AS.com (الإسبانية)